# 山之内仰西
山之内 仰西（やまのうち こうさい、元和5年（1619年） - 元禄11年1月26日（1698年3月8日））は、江戸時代前期の治水家、商人。名は光実。通称は彦左衛門。屋号は山田屋。仰西は号。

## 経歴・人物
伊予国浮穴郡久万町村（現在の愛媛県上浮穴郡久万高原町）の商人。私財を投じて西明神村南麓の岩をうがち、入野・久万町両村に通じる水路を完成させた。用水路は仰西渠とよばれた。長さ57m、幅2.3m、深さ1.5mあり、下流25haの水田を潤した。